# Trox caffer
Trox caffer är en skalbaggsart som beskrevs av Edgar von Harold 1872. Trox caffer ingår i släktet Trox och familjen knotbaggar. Utöver nominatformen finns också underarten T. c. lilianae.